# Badische X b (alt)
Die Maschinen der Gattung X b, ab 1868 VII b waren Güterzuglokomotiven der Großherzoglich Badischen Staatseisenbahnen.
1863 beschaffte man diese Güterzuglokomotiven um dem gestiegenen Bedarf im Güterverkehr gerecht zu werden. Bei der Konstruktion orientierte man sich an der  acht Jahre älteren X a, verstärkte jedoch Kessel und Triebwerk. Eine höhere Leistung erreichte man vor allem durch größere Zylinder und einen höheren Kesseldruck. Gegenüber der Vorgängergattung lag der Kessel 190 mm höher und gab damit der Lokomotive ein anderes Aussehen.
Eingesetzt wurden die Lokomotiven von Freiburg im Breisgau aus, vor allem auf der Strecke nach Mannheim. Von 1886 bis 1891 erfolgte die Ausmusterung aus dem aktiven Betriebsdienst. Einige der abgeschriebenen Lokomotiven (mit einer um 1000 erhöhten Betriebsnummer) wurden jedoch noch bis 1897 zu minderen Diensten eingesetzt.

## Konstruktive Merkmale
Die Lokomotiven besaßen einen Einzelgabelrahmen mit 21 mm starken innenliegenden Gabelblechen. Der Crampton-Kessel hatte einen hohen Dom über der Feuerbüchse. Das Zweizylinder-Nassdampftriebwerk war außenliegend waagerecht angeordnet. Die gegabelten Treibstangen wirkten auf die mittlere Kuppelachse. Die beiden vorderen Achsen wurden über Blattfedern innerhalb der Rahmengabeln direkt auf den Lagerkästen abgefedert. Bei der hinteren Achse war die Blattfeder über den Rädern auf einer Traverse befestigt.